# Elaphidionopsis fasciatipennis
Elaphidionopsis fasciatipennis är en skalbaggsart som beskrevs av Linsley 1936. Elaphidionopsis fasciatipennis ingår i släktet Elaphidionopsis och familjen långhorningar. Inga underarter finns listade i Catalogue of Life.